# Polpravilni polieder
|  |  |  |  |
|  |  |  |  |
|  |  |  |  |
|  |  |  |  |
|  |  |  |  |

Polpravilni polieder kot izraz uporabljajo različni avtorji na različne načine. 
Prvotna definicija pravi, da je to polieder s pravilnimi stranskimi ploskvami in s simetrijsko grupo, ki je prehodna na ogliščih. Danes so to uniformni poliedri, ki vključujejo:
- trinajst arhimedskih teles
- neskončno skupino konveksnih prizem
- neskončno skupino konveksnih antiprizem.

Polpravilna telesa popolnoma opiše konfiguracija oglišča z naštevanjem stranskih ploskev po vrsti kot se pojavljajo okrog oglišča. Zgled: 3.5.3.5 predstavlja ikozidodekaeder, ki ima izmenoma dva trikotnika in dva petkotnika na vsakem oglišču. V nasprotju s tem pa pomeni 3.3.3.5 petstrano antiprizmo. Poliedri te vrste se pogosto omenjajo kot ogliščno prehodni.
Po Thoroldu Gossetu (1869–1962) so drugi avtorji uporabljali izraz polpravilni na različne načine v povezavi z mnogorazsežnimi politopi. Emanuel Lodewijk Elte (1816–1886) je podal definicijo, ki pa jo je Coxeter označil za izumetničeno. Coxeter je imenoval Gossetove oblike uniformne. Samo en del jih je označil za polpravilne.
Drugi pa so ubrali drugačno pot in so označili kot polpravilne mnogo več poliedrov. Med njimi vse 
- tri skupine zvezdnih poliedrov. Njihova definicija se ujema z Gossetovo definicijo. Ti so analogni konveksni množici, ki se jo definirala zgoraj.
- duali zgornjih polpravilnih teles ob trditvi, da imajo dualni poliedri enako simetrijo kot prvotna telesa, se jih lahko gleda kot polpravilne. Ti duali vključujejo Catalanova telesa, konveksne dipiramide in antidipiramide ali trapezoedre in nekonveksne analoge.

Naslednji izvor zmede leži v tem, da so arhimedska telesa definirana z različnimi razlagami.
Gossetova definicija polpravilnih poliedrov vključuje tudi oblike z višjo simetrijo. To pa so pravilni in kvazipravilni poliedri. Nekaterim poznejšim avtorjem je ljubše, da govorijo, da ti pravzaprav niso polpravilni, ker so bolj pravilni od njih. Uniformni poliedri vključujejo pravilne, kvazipravilne in polpravilne. Ta način imenovanja je dober in odpravlja mnoge zmešnjave, toda ne vseh.
Toda tudi najbolj znani avtorji so precej zmedeni, kadar bi morali neko množico poliedrov označiti kot polpravilno in/ali arhimedsko.     

## Splošne opombe
V mnogih delih se izraz polpravilni polieder uporablja kot sopomenka (sinonim) za arhimedsko telo.
Loči se lahko med pravilnimi in ogliščno tranzitivnimi oblikami na osnovi Gosseta.
Coxeter je s sodelavci uporabljal izraz polpravilni poliedri, da bi klasificiral uniformne poliedre z Withoffovim simbolom v obliki p q | r. Definicija je vključevala samo šest od arhimedskih teles. Vključevala pa je pravilne prizme (ne pa antiprizem) in številna nekonveksna telesa. Pozneje je tudi Coxeter sprejel ta izraz.